# Totobates marionensis
Totobates marionensis är en kvalsterart som beskrevs av Pletzen och Kok 1971. Totobates marionensis ingår i släktet Totobates och familjen Liebstadiidae. Inga underarter finns listade i Catalogue of Life.